# Caduta di Kabul (2001)
La caduta di Kabul del 2001 avvenne durante la guerra in Afghanistan. Le forze del Fronte islamico unito per la salvezza dell'Afghanistan (noto anche come Alleanza del Nord) avevano iniziato il loro attacco alla città il 13 novembre avanzando rapidamente contro le forze talebane che erano state pesantemente indebolite dagli attacchi aerei americani e britannici. L'avanzata andò più avanti di quanto era pianificato e il giorno successivo le forze dell'Alleanza del Nord (supportate dall'ODA 555)  entrarono a Kabul e non incontrarono alcuna resistenza all'interno della città. Le forze talebane si ritirarono a Kandahar, nel sud.
Insieme alla caduta di Mazar-i-Sharif cinque giorni prima, la cattura di Kabul è stata un duro colpo per il controllo talebano dell'Afghanistan.
Come risultato di tutte le perdite, i membri sopravvissuti dei talebani e di al-Qaeda si ritirarono verso Kandahar, il luogo di nascita spirituale e sede del movimento talebano, e Tora Bora.

## Contesto
Alla fine del 2001, i talebani avevano preso il controllo di circa il 90% del paese durante la guerra civile afgana del 1996-2001, e con la morte del generale dell'Alleanza del Nord, Ahmad Shah Massoud, c'erano timori che l'intero paese sarebbe caduto sotto il loro controllo. I loro combattenti erano tra i 25 000 e i 30 000, ed erano sostenuti da altri gruppi, tra cui i circa 2000-3000 combattenti arabi nella brigata 055 di Osama bin Laden.
Il 10 settembre, l'amministrazione Bush accettò di pianificare la cacciata dei talebani nel caso si fossero rifiutati di consegnare Osama bin Laden. Dopo gli attentati dell'11 settembre, il 14 settembre, gli Stati Uniti hanno chiesto ai talebani di consegnare tutti i noti associati di al-Qaeda, fornire informazioni su bin Laden e sui suoi affiliati ed espellere tutti i terroristi dall'Afghanistan.
Il 7 ottobre, dopo che i talebani non riuscirono a consegnare bin Laden, gli Stati Uniti iniziarono la loro campagna di bombardamenti e nel mese successivo le forze dell'Alleanza del Nord, supportate dagli attacchi aerei e dalle forze speciali statunitensi, avanzarono in tutto il paese, conquistando diverse città.
Il 10 ottobre, Mazar-i-Sharif cadde dopo una battaglia durata un solo giorno, fornendo un solido punto d'appoggio da cui raggiungere Kabul.

## Battaglia della pianura di Shamali
Il 12 novembre a 45 chilometri a nord di Kabul, nella pianura di Shamali, ebbe luogo una breve battaglia tra i talebani e l'Alleanza del Nord. Per due anni durante la guerra civile afghana la linea del fronte era in stallo qui, ma con i talebani demoralizzati dalla caduta delle città del nord, sotto il costante attacco del supporto aereo americano che uccise 2,000 dei loro combattenti solo l'11 Novembre e temendo l'accerchiamento, si ritirarono verso Kabul dopo appena tre ore di combattimento, aprendo così la strada alla città.
Dopo la battaglia, le forze talebane a Kabul evacuarono la città, svuotando il tesoro nazionale ma lasciando nella fretta armi e altri beni.

## Caduta di Kabul
Si erano svolte discussioni tra l'Alleanza del Nord e vari governi stranieri, tra cui Stati Uniti, Gran Bretagna e Pakistan, sull'eventuale conquista di Kabul. Il Segretario di Stato statunitense Colin Powell aveva dichiarato che i governi stranieri avrebbero preferito che l'alleanza investisse la città e non la prendesse, al fine di migliorare la capacità di formare nel dopoguerra un governo ampio e di successo. La risposta a questa pressione fu contrastante; alcuni portavoce avevano acconsentito a ciò, mentre altri suggerivano che si sarebbero spinti fino a Kabul e il 12 novembre, mentre le forze dell'alleanza si avvicinavano alla città, il primo ministro britannico Tony Blair espresse di aspettarsi che i comandanti dell'alleanza avrebbero onorato il loro impegno e non si sarebbero impadroniti della città.
Inizialmente l'alleanza si tenne lontana dalla città, con le guardie di sicurezza che trattenevano armature e camion carichi di fanteria, ma questa pausa fu di breve durata e l'alleanza si dimostrò incapace o indisposta a impedire alle loro stesse forze di entrare in città.

## Conseguenze
Con la caduta della città ci furono alcuni episodi di vendetta contro i talebani; John Simpson della BBC ha riferito di aver sentito canti di "uccidere i talebani" dagli abitanti di Kabul mentre entrava in città, con molti combattenti talebani, in particolare combattenti stranieri della penisola araba e del Pakistan, linciati e lasciati nei fossi, mentre altri venivano picchiati con fucili e pugni dopo la loro cattura.
La liberazione dai talebani si tradusse anche nel ritorno a comportamenti un tempo proibiti; la "grande passione afgana" del volo degli aquiloni, che i talebani avevano cercato di soffocare, riprese, veniva riprodotta la musica e giovani uomini si mettevano in fila dai barbieri di strada per farsi tagliare la barba che erano costretti a portare per via dei talebani, anche se la maggior parte avrebbe scelto di tenerla. La caduta della città da parte dell'alleanza portò a preoccupazioni circa la stabilità nel lungo termine del paese. L'alleanza era costituita principalmente da gruppi etnici minoritari all'interno dell'Afghanistan: uzbeki, tagiki e hazara, mentre la maggior parte dei talebani apparteneva al gruppo etnico maggioritario, i pashtun, e si temeva che la presa della città avrebbe reso più difficile la formazione di una coalizione ampia e inclusiva che avrebbe portato stabilità alla nazione, in particolare se la posizione dei talebani nel sud non fosse crollata e avesse continuato a combattere come forza di guerriglia.